# Río Rivas
El río Rivas, a veces arroyo Rivas, es un curso natural de agua que fluye al norte de Puerto Natales como emisario del lago Dorotea y desemboca en el lago Sofía, cuyo emisario, el río Sofía, entrega sus aguas al río Prat que desemboca finalmente en el seno Última Esperanza, en la Región de Magallanes y Antártica Chilena, en el extremo sur de Chile.

## Historia
Luis Risopatrón la describe en su Diccionario Jeográfico de Chile de 1924:: 772 
Rivas (Arroyo). Es de corto curso, corre hacia el W i se vacia en el estremo E de la laguna Sofía, del río Prat, del estero Última Esperanza; del apellido del ingeniero de la comisión de límites seños Francisco Rivas V. (1895)

## Población, economía y ecología
La zona es de un gran atractivo turístico y su ciudad más cercana es Puerto Natales.